# Rafał Murawski
Rafał Murawski (polskt uttal: [ˈrafaw muˈrafskʲi]), född 9 oktober 1981 i Malbork, är en polsk fotbollsspelare (mittfältare) som spelar för Pogoń Szczecin och det polska fotbollslandslaget.
Han var uttagen i Polens trupp vid fotbolls-EM 2008 och 2012.